# Sinais de mais e menos
Os sinais de mais e de menos (+ e −) são símbolos matemáticos usados para representar as noções de positivos e negativos, bem como as operações de adição e subtração. Seu uso foi estendido para muitos outros significados similares. Em latim, os termos "mais" e "menos" correspondem a plus e minus respectivamente.

## História
Embora os sinais pareçam agora tão familiares como o alfabeto ou os numerais indo-arábicos, eles não são de grande antiguidade. O sinal para adição em hieróglifo egípcio, por exemplo, parecia um par de pernas caminhando na direção em que o texto foi escrito (na língua egípcia se pode escrever da direita para a esquerda ou da esquerda para direita), com o sinal inverso, indicando subtração:
| D54 | ou | D55 |

| D54 | ou | D55 |

Na Europa, no início do século XV as letras "P" e "M" eram geralmente usadas. Os símbolos (P com barra para piu, ou seja, mais, e M com barra para meno, isto é menos) apareceram pela primeira vez no compêndio de matemática de Luca Pacioli, Summa de Arithmetica, Geometria, Proportioni et Proportionalita, impresso pela primeira vez e publicado em Veneza em 1494. O + é uma simplificação do latim "et" (comparável ao &).
O − pode ser derivado de um til escrito sobre o m quando usado para indicar a subtração; ou pode ter vindo de uma versão abreviada da letra m em si. Widmann refere aos símbolos − e + como minus e mer (Alemão moderno mehr; "mais"): "was − ist, das ist minus, und das + ist das mer".
Um livro publicado por Henricus Grammateus em 1518 é o mais antigo encontrado a usar + e − para adição e subtração.
Robert Recorde, o criador do sinal de igual, introduziu mais e menos para a Grã-Bretanha em 1557, em The Whetstone de Witte: "Existem 2 outros sinais dos quais o primeiro é feito assim + e representa mais: o outro é, assim, − e representa menos".

## Sinal de mais(+)
O sinal de mais é um operador binário que indica adição, como em 2 + 3 = 5. Também pode servir como um operador unário que deixa o operando inalterado (+x significa o mesmo que x). Esta notação pode ser utilizada quando se deseja enfatizar a positividade de um número, especialmente quando em contraste com o negativo (5 contra −5).
O sinal de mais também pode indicar muitas outras operações, dependendo do sistema matemático em causa. Muitas estruturas algébricas têm alguma operação que se chama, ou é equivalente a, adição. Além disso, o simbolismo foi estendido para operações muito diferentes. Mais pode significar:
- ou exclusivo (usualmente escrito ⊕): 1 + 1 = 0, 1 + 0 = 1
- disjunção lógica (usualmente escrita ∨): 1 + 1 = 1, 1 + 0 = 1

## Sinal de menos(-)
O sinal de menos tem três usos principais na matemática:
1. O operador de subtração: Um operador binário para indicar a operação de subtração, como em 5 − 3 = 2. A subtração é o inverso da adição.
2. Diretamente na frente de um número e quando não é um operador de subtração que significa um número negativo. Por exemplo −5 é de 5 negativo.
3. Um operador unário que atua como uma instrução para substituir o operando pelo seu oposto. Por exemplo, se x é 3, então −x é −3, mas se x é −3, então −x é 3. Da mesma forma, −(−2) é igual a  2.